# Église Sant'Agostino de Crémone
L'église Sant'Agostino (chiesa di Sant'Agostino) est une église catholique romaine de style gothique située à Crémone en Lombardie en Italie.
Elle conserve l'œuvre du Pérugin, La Vierge à l'Enfant entre les saints Jean et Augustin.

## Histoire
L'église qui incorporait une église antérieure dédiée à  San Giacomo in Braida et a été érigée entre 1339 et 1345 et était rattachée à un monastère de moines augustins.
Des rénovations de l'intérieur ont lieu de 1553 à 1737. Entre 1553 et 1559, l'intérieur de l'église est rénové avec la création de voûtes pour couvrir les trois nefs, masquant le toit en bois d'origine,.

## Intérieur
L'église comporte une abondante décoration. Le retable principal d'Andrea Mainardi représente Le Rédempteur donne son sang aux Docteurs de l'Église (1594).
La deuxième chapelle à droite, la Cappella della Passione di Cristo, conserve un groupe statuaire représentant la Passion du Christ (1666) de Giovanni Battista Barberini (it).
La troisième chapelle à droite, la Cappella Cavalcabò, comporte une décoration de Bonifacio Bembo.
En 1460, Bembo est chargé par Francesco Sforza de peindre les portraits de lui et de sa femme ; transférés sur toile, ils sont tous deux accrochés dans la chapelle des saints Daria et Grisante. 
En 1490, Le Pérugin peint un retable représentant La Vierge à l'Enfant entre les saints Jean et Augustin,. 

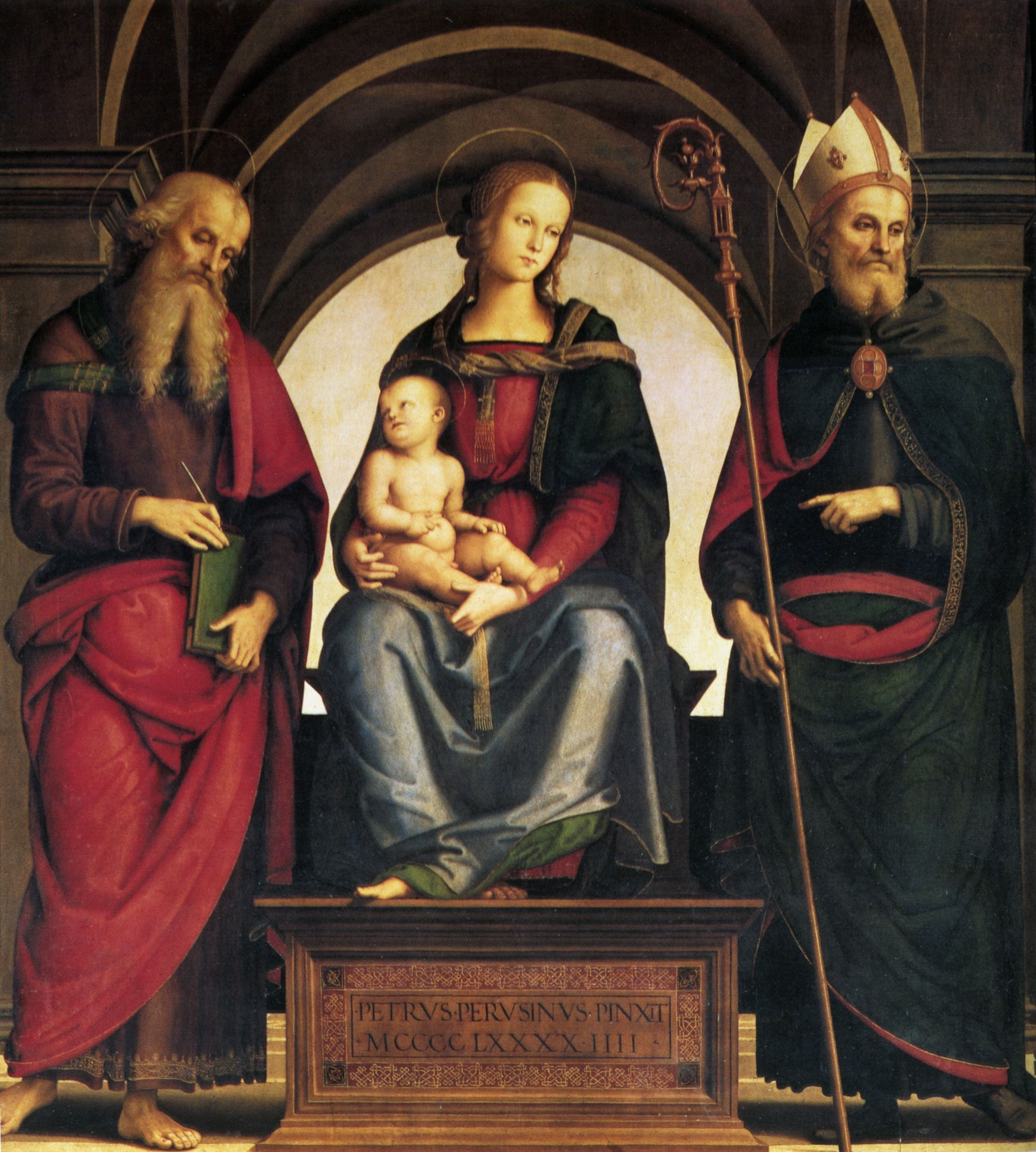
La Vierge à l'Enfant entre les saints Jean et Augustin, Le Pérugin (1490).

Giovanni Battista Leonetti est nommé organiste de l'église en 1617 .